# Федерація Боснія і Герцеговина

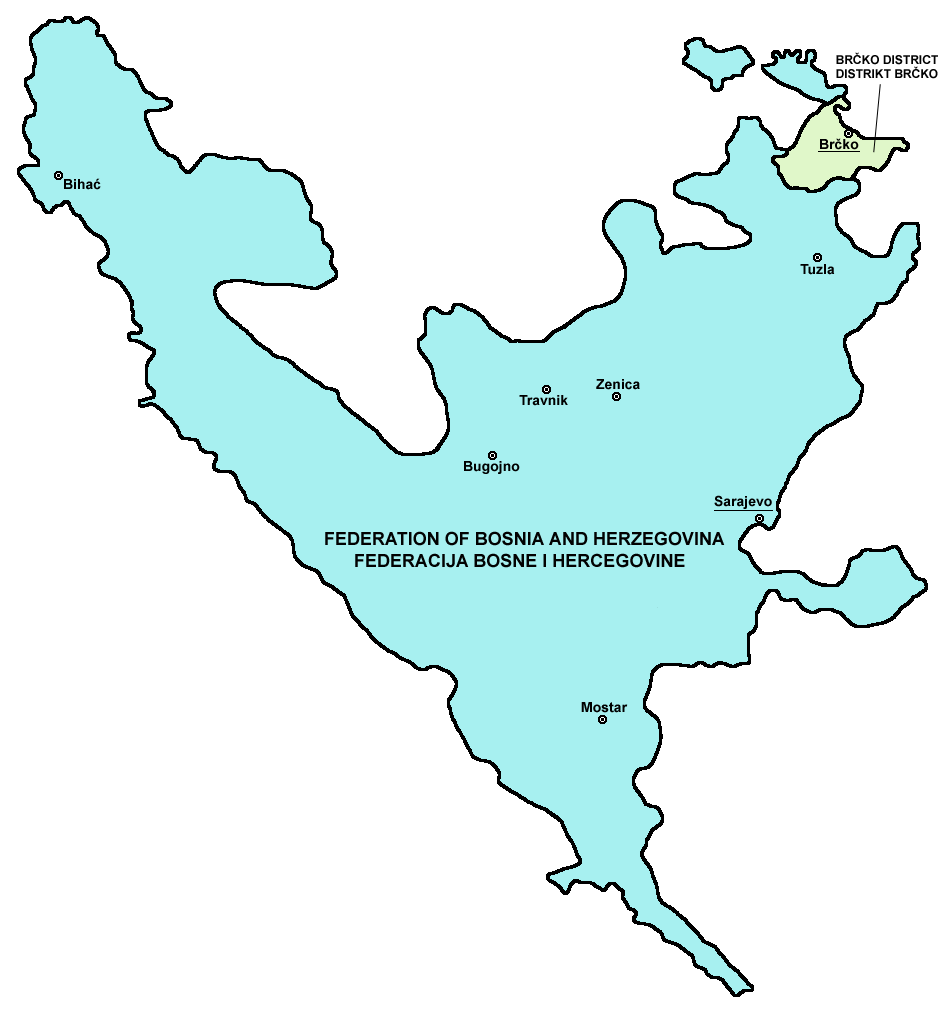
Карта Федерації Боснії і Герцоговини з округом Брчко

Федера́ція Бо́снія і Герцегови́ни (босн. і хорв. Federacija Bosne i Hercegovine, серб. Федерација Босне и Херцеговине) — одне із двох політичних утворень, що складають Боснію та Герцеговину, іншим є Республіка Сербська. Федерація Боснії та Герцеговини складається з 10 автономних кантонів із власними урядами. Іноді вона відома під коротшою назвою Федерація БіГ.
Федерація Боснія і Герцеговина, населена головним чином боснійцями і боснійськими хорватами і саме тому вона неофіційно має назву Боснійсько-Хорватської федерації. Але за рішенням Конституційного суду 2001 серби були оголошені третьою нацією-засновницею Федерації. Таке ж рішення прийнято щодо боснійців і боснійських хорватів в Республіці Сербській.
Федерація була створена Вашингтонською угодою 1994 року, яка закінчила ту частину конфлікту, в якій боснійські хорвати воювали з босняками. Вона створила установчі збори, які продовжували свою роботу до жовтня 1996 року. Федерація має столицю, уряд, президента, парламент, митні та поліцейські управління, дві поштові системи й авіакомпанію (BH Airlines). Вона мала власну армію, армію Федерації Боснії та Герцеговини, яка була об'єднана з армією Республіки Сербської для формування збройних сил Боснії та Герцеговини, що й сталося 6 червня 2006 р.

## Історія

### Боснійська війна
Югославська Народна Армія (ЮНА), в якій переважали серби, атакувала Хорватію з Боснії та Герцеговини. Першою їх метою було село Равно, яке було атаковано 2 листопада 1991 року і повністю зруйновано. Югославія здійснила економічну блокаду Боснії та Герцеговини, намагаючись таким чином утримати її в складі Югославії.
Пізніше Югославія претендувала на територію Боснії та Герцеговини з більшістю сербів та столицю Сараєво. Сербська Республіка Боснії і Герцеговини була оголошена 27 березня 1992 року з метою включити частину Боснії та Герцеговини до складу Югославії. Метою сербської політики в Боснії та Герцеговині було об'єднати сербські автономні провінції в єдину одиницю, яка приєднається до Югославії, і за допомогою тотальної блокади Сараєво розбити Боснію та Герцеговину на менші, не пов'язані між собою та важко захищувані анклави. Через перевагу в озброєнні, підтримку з боку Белграда та ембарго на ввезення зброї до Боснії та Герцеговини серби досягли своїх цілей до червня 1992 року.
Керівництво боснійців все ще було нерішучим щодо великого конфлікту, тому хорвати першими взяли участь у війні. Вони організували військові частини, хорватські сили оборони (ХОС) у листопаді 1991 року та хорватську Раду оборони в квітні 1992 року. Ці частини частково складалися з бошняків. Територіальна оборона Боснії і Герцеговини, пізніше Армія Республіки Боснія і Герцеговина ефективно організована восени 1992 р. У підконтрольних сербам районах серби вчинили масові вбивства, етнічну чистку несербів, насамперед боснійців та хорватів, створили концтабори і знищували культурну спадщину боснійської та хорватської культур. До листопада 1992 року серби завоювали 70% території Боснії та Герцеговини і утримували Сараєво в невизначеному стані, тероризуючи його населення обстрілами та постійним снайперським вогнем.
Створення Хорватської Республіки Герцег-Боснія було предметом суперечок для бошняків. Хорвати звинуватили боснійців в ісламізації країни та спробах створити панування боснійців у всіх областях. Тож вони відкликали представників етнічних хорватів з парламенту, уряду та президентства. Через переслідування з боку боснійських сербів бошняки переїхали в інші райони, що порушило територію хорватів та змінило їх довоєнне співвідношення. Політичні суперечки та незначні інциденти в центральній та північній Боснії, а також у північній та центральній Герцеговині призвели до хорватсько-боснійської війни в листопаді 1992 року.
План Ванса-Оуена був представлений у січні 1993 р. Планувалося створити 10 кантонів на території всієї Боснії та Герцеговини. Цей план посилив конфлікт між хорватами та бошняками. Армія Республіки Боснія і Герцеговина (АРБІГ) розпочала чотири наступи і завоювала значну територію, яка перебувала під контролем HVO; майже вся Центральна Боснія (за винятком Нового Травника, Вітеза, Бусовача, Кіселяка, Крешево та Жепче та ширших районів навколо цих міст та Усори, частини муніципалітету Травник, Завідовичі та частини муніципалітету Вареш) та частина Герцеговини, Коніч, Ябланиця та східна та північна частини Мостара.
Злочини проти цивільного населення були скоєні з обох сторін. Ворожнеча між хорватами та боснійцями закінчилася посередництвом Сполучених Штатів та підписанням Вашингтонської угоди 18 березня 1994 р. Співпраця між хорватами та боснійцями була відновлена, і було створено Федерацію Боснії та Герцеговини, територію, яку контролювали боснійці та хорвати. Була також пропозиція створити конфедерацію Федерації Боснії та Герцеговини та Республіки Хорватії.
Спільне командування АРБІГ, HVO та хорватської армії (HV) було створене в березні 1995 року. Більш тісна співпраця між хорватами та боснійцями була здійснена завдяки Сплітській угоді, де боснійські лідери Боснії та Герцеговини дозволили хорватській армії звільнити західну частину Боснії та Герцеговини у співпраці з АРБіГ. Після операції "Буря" сербський обруч навколо Біхача був зламаний, а хорватська та боснійська армії продовжували звільняти західну Боснію. ООН безуспішно намагалася встановити мир у Боснії та Герцеговині, намагаючись створити успішну структуру для Боснії та Герцеговини. Серби розпочали напад на захищене ООН місто Бігач, але хорватська армія їх зупинила під час операції "Буря". Спільні хорватсько-боснійські військові успіхи уможливили мирні переговори.

### Створення
Основа створення Федерації Боснії та Герцеговини була закладена Вашингтонською угодою від березня 1994 р. Відповідно до угоди, об’єднана територія, що утримується армією Республіки Боснія і Герцеговина та силами Хорватської ради оборони, повинна була бути розділена на десять автономних кантонів. Кантональна система була обрана для запобігання домінуванню однієї етнічної групи над іншою. Однак значна частина території, яку хорвати та боснійці заявляли про свою Федерацію, на той момент все ще контролювалася боснійськими сербами.
Вашингтонська угода була реалізована навесні 1994 року шляхом скликання Конституційної Асамблеї Федерації Боснії та Герцеговини. 24 червня Конституційна асамблея прийняла і проголосила Конституцію Федерації Боснії та Герцеговини.
У 1995 р. військові сили боснійського уряду та сили боснійських хорватів Федерації Боснії та Герцеговини війська автономної провінції Західна Боснія, і ця територія була включена до федерації.

### Повоєнний період
Згідно з Дейтонськими угодами 1995 року, Федерація Боснія і Герцеговина була визначена як один із двох засновників Боснії і Герцеговини та включала 51% території Боснії і Герцеговини, а інший суб'єкт, Республіка Сербська мала 49%. Після війни кантони та федеральна структура будувалися досить повільно. Хорватські установи Герцег-Боснії існували і функціонували паралельно установам Федерації до 1996–97 років, коли вони були припинені.
8 березня 2000 року округ Брчко було створено як самостійну одиницю в складі Боснії і Герцеговини, його було утворено на частині території обох Боснійських держав-засновниць. Округ Брчко наразі є спільною територією, яка підпорядковується обом суб'єктам.
У 2001–2002 рр. Управління Верховного представника (УВП) в країні наклало поправки до конституції Федерації та її виборчого законодавства, ускладнивши її структуру та погіршивши паритет між бошняками та хорватами, який на той час діяв у Федерації. Невдоволені хорватські політики створили окрему хорватську національну асамблею, провели референдум паралельно виборам та проголосили хорватську федеральну одиницю в районах з більшістю хорватів у Федерації. Їхні спроби закінчились незабаром після репресій СФОР та судових процесів. Дискусії про інституційне майбутнє Боснії та Герцеговини включає в себе кілька варіантів, один з них, підтримуваний багатьма хорватами, — можливість створення третьої, хорватської частини в рамках БіГ.

## Політика
В уряді та політиці Федерації домінують дві великі партії: Боснійська партія демократичних дій (SDA) та Хорватський демократичний союз Боснії та Герцеговини (HDZ BiH).
До установ на рівні суб'єктів господарювання належать:
- Двопалатний Парламент:
  - Палата представників як нижня палата та
  - Будинок народів як верхня палата, що захищає інтереси трьох складових націй;
- Уряд Федерації з гарантованим етнічним представництвом,
- Президент Федерації з двома віце-президентами, а також
- Конституційний суд Федерації.

Оскільки боснійці складають приблизно 70,4% населення Федерації, хорвати 22,4%, а серби близько 2%, Будинок парламенту (з рівним представництвом для всіх трьох національностей) повинен забезпечити, щоб інтереси хорватів, сербів та національних меншин були достатньо представлені під час створення уряду та в законодавчому процесі. З 2001 по 2002 рр. Та введені закордоном поправки до конституції та виборчого законодавства боснійські хорвати стверджували, що система виборів депутатів у Домі народів сфальсифікована, позбавляючи їх прав на представництво і фактично дозволяючи боснякам контролювати більшість у верхній палаті також. А саме, після 2002 року депутати від Палати народів кожного народу обираються 10 кантональними асамблеями, 6 з яких мають явну боснійську більшість. Це скасувало перевірки хорватів та сербів Федерації щодо федерального законодавчого органу, а також виконавчої влади, зокрема, уряду. У 2010–14 рр. Уряд Федерації був сформований боснійським СДП без згоди великих хорватських політичних партій. Після подання апеляційної скарги хорватським політиком Божо Любічем, у грудні 2016 року Конституційний суд Боснії та Герцеговини визнав виборчу систему депутатів Палати народів неконституційною та скасував суперечливі правила.
Федерація також поділена на десять високоавтономних кантонів, які фактично є федеральними одиницями. Кожен з них має власні уряди, асамблеї та виключну компетенцію. Після апеляції хорватів Конституційний суд Федерації у 2010 році постановив, що два міністерства Федерації - Міністерство освіти і науки та Міністерство культури і спорту - є неконституційними, оскільки освіта та культура є виключною компетенцією кантонів, а не федерації.
У вересні 2010 року Міжнародна кризисна група попередила, що "суперечки між боснійськими та хорватськими лідерами та дисфункціональна адміністративна система паралізували процес прийняття рішень, поставили організацію на межу банкрутства та спричинили соціальні заворушення". Незадоволені представництвом хорватів у Федерації, хорватські політичні партії наполягають на створенні федеральної одиниці з більшістю хорватів замість кількох кантонів. SDA та інші боснійські партії категорично проти цього. У січні 2017 року Хорватська національна асамблея заявила, що "якщо Боснія і Герцеговина хоче стати самодостатньою, тоді необхідно провести адміністративно-територіальну реорганізацію, яка включала б федеральну одиницю з хорватською більшістю. Це залишається постійним прагненням хорватський народ Боснії та Герцеговини".

## Географія
Міжоб'єктивна межа кордону, яка відрізняє два утворення Боснії та Герцеговини, по суті проходить вздовж ліній військових фронтів, як вони існували наприкінці боснійської війни, з коригуваннями (найголовніше в західній частині країни та навколо Сараєво), як визначено Дейтонською угодою. Загальна довжина IEBL становить приблизно 1080 км. IEBL є адміністративною демаркацією, яка не контролюється військовими або поліцією, і через неї існує вільне пересування.
П'ять кантонів (Уна-Сана, Тузла, Зеніка-Добой, Боснія-Підриньє та Сараєво) є кантонами з боснійським більшістю, три (Посавіна, Західна Герцеговина та кантон 10) - кантони з більшістю хорватів, а два (Центральна Боснія та Герцеговина) Неретва) є "етнічно змішаними '', тобто існують спеціальні законодавчі процедури щодо захисту складових етнічних груп.
Значна частина району Брчко також входила до складу Федерації; однак, коли район був створений, він став спільною територією обох утворень, але він не був переданий під контроль жодної з двох, а отже, знаходиться під безпосередньою юрисдикцією Боснії та Герцеговини. У даний час Федерація Боснії та Герцеговини має 79 муніципалітетів.

## Адміністративний поділ Федерації Боснії і Герцеговини
Федерація Боснії і Герцеговини розділена на десять кантонів (Боснійська: kantoni, Хорватська: županije):
Кантони діляться на 79 громад (хорв. općine).

## Демографія
Федерація Боснії та Герцеговини займає 51% суші Боснії та Герцеговини, де проживає 62,85% всього населення країни.
| Year | Босняки   | %     | Хорвати | %      | Серби   | %     | Югослави | %    | Інші    | %    | Разом     |
| ---- | --------- | ----- | ------- | ------ | ------- | ----- | -------- | ---- | ------- | ---- | --------- |
| 1991 | 1,423,593 | 52.3% | 594,362 | 21.9%  | 478,122 | 17.6% | 161,938  | 5.9% | 62,059  | 2.3% | 2,720,074 |
| 2013 | 1,562,372 | 70.4% | 497,883 | 22.44% | 56,550  | 2.55% |          |      | 102,405 | 4.6% | 2,219,220 |

## Ресурси Інтернету
- Regierung der Föderation
- Parlament der Föderation